# Сергей Даду
Сергей Даду (на молдовски: Serghei Dadu) е молдовски футболист, нападател. Голяма част от кариерата си прекарва в Шериф (Тираспол) и Алания (Владикавказ). Има 30 мача и 8 гола за националния отбор на Молдова.

## Клубна кариера
През 1999 г. подписва договор с Шериф (Тираспол). През 2000 г. е изпратен да се обиграва в Хайдукул, но там изиграва само 3 мача. През 2002 г. е даден под наем на Конструктурул. В началото на 2003 г. се завръща в Шериф и става голмайстор на Националната дивизия. През лятото на 2003 г. Даду и съотборникът му Кристиян Тудор са привлечени от Алания (Владикавказ) под наем.
През 2004 г. е привлечен в ЦСКА (Москва). Даду става първият молдовски футболист, играл в Шампионска лига, след като влиза като резерва в двубоя от груповата фаза с Челси. Даду играе 30 минути, но „армейците“ губят двубоя с 0:2. Поади голямата конкуренция в състава обаче Сергей изиграва само 1 мач в първенството. През пролетта на 2005 г. изкарва проби в Кристъл Палас, но му е отказана работна виза.
През 2005 г. отново играе в Алания под наем. Владикавказци обаче изпадат от Премиер лигата след края на сезона. В началото на 2006 г. е близо до трансфер в Том Томск, но отборът не успява да го картотекира навреме. Сергей се завръща в Шериф, където вкарва 8 гола в 14 двубоя.
През 2007 г. подписва с датския Митюлан. Даду става един от най-добрите играчи в шампионата и любимец на феновете. През лятото на 2008 г. се завръща в Алания, за да е по-близо до семейството си. Даду изиграва основна роля за промоцията на Алания в Премиер лигата.
На 19 юли 2010 г. Даду получава тежка травма на коляното в мач с Локомотив (Москва). Нападателят пропуска повече от година, а лекарите не му дават надежда дори, че може да ходи. Въпреки молбите на феновете, Алания не удължава договора на Сергей.
През август 2012 г. се завръща в Шериф и вкарва гол в дебюта си. През лятото на 2013 г. слага край на кариерата си, след като не успява да се възстанови напълно от контузията си.

## Национален отбор
Дебютира за националния отбор на 20 ноември 2002 г. в мач с Унгария. Първия си гол вкарва на 12 февруари 2003 г. във вратата на Грузия. За Молдова изиграва 30 мача, в които вкарва 8 гола.

## Успехи
- Шампион на Молдова – 2001/02, 2002/03, 2003/04, 2006/07
- Купа на Молдова – 2001/02
- Купа на общността – 2003
- Голмайстор на Национална дивизия – 2002/03 (21 гола)